# Narodowa Policja Ukrainy
Narodowa Policja Ukrainy (ukr. Національна поліція України, Nacionalna policija Ukrajiny) – oficjalna nazwa policji na Ukrainie, istniejącej od 2015 roku.

## Historia
Policja Narodowa Ukrainy została powołana zgodnie z planami reformy ministra spraw wewnętrznych Ukrainy Arsena Awakowa. Celem było zastąpienie skorumpowanej i niepopularnej w społeczeństwie milicji nową formacją tworzoną na styl zachodni, a także odejście od poradzieckiej terminologii.
Policję powołano do życia zgodnie z ustawą Rady Najwyższej 2 lipca 2015 roku, a uroczystość zaprzysiężenia pierwszych funkcjonariuszy odbyła się dzień później w Kijowie, w obecności prezydenta Petra Poroszenki.
Milicję zastępowano policją stopniowo, począwszy od stolicy. Jako pierwsze utworzono centralne i kijowskie struktury nowej formacji. Drugim miastem, w którym rozpoczęli służbę policjanci, był Lwów, w sierpniu 2015 r. Pomiędzy wrześniem 2015 r. a grudniem 2016 r. policja pojawiła się na ulicach wszystkich miast obwodowych pozostających pod kontrolą administracji ukraińskiej: Odessy, Charkowa, Iwano-Frankiwska, Mikołajowa, Łucka, Chmielnickiego, Dniepropetrowska, Użhorodu, Chersonia, Czernihowa, Winnicy, Czerkas, Połtawy i Tarnopola, a także w niektórych dużych miastach rejonowych, takich jak: Mukaczewo, Biała Cerkiew, Krzemieńczuk, czy Mariupol. Jako ostatnie przemianowywano komisariaty na prowincji. W 2017 roku struktury milicji zostały ostatecznie zastąpione przez policję w całym kraju.
Pomimo rozległych reform, ukraińska policja nadal cieszy się stosunkowo niskim zaufaniem społecznym. W 2016 roku osiągnęło ono poziom 40–55% w zależności od miejsca przeprowadzenia badań, a w latach 2017–2018 wskaźnik ten spadł do 30–45%.
| Emblemat | Miasto          | Obwód                   | Data sformowania    |
| -------- | --------------- | ----------------------- | ------------------- |
|          | Kijów           | Miasto Wydzielone Kijów | 4 lipca 2015        |
|          | Lwów            | obwód lwowski           | 23 sierpnia 2015    |
|          | Odessa          | obwód odeski            | 25 sierpnia 2015    |
|          | Charków         | obwód charkowski        | 26 września 2015    |
|          | –               | obwód kijowski          | 7 października 2015 |
|          | Użhorod         | obwód zakarpacki        | 29 listopada 2015   |
|          | Mukaczewo       | obwód zakarpacki        | 29 listopada 2015   |
|          | Mikołajów       | obwód mikołajowski      | 6 grudnia 2015      |
|          | Łuck            | obwód wołyński          | 19 grudnia 2015     |
|          | Chmielnicki     | obwód chmielnicki       | 26 grudnia 2015     |
|          | Dnipro          | obwód dniepropetrowski  | 17 stycznia 2016    |
|          | Iwano-Frankiwsk | obwód iwanofrankiwski   | 30 stycznia 2016    |
|          | Chersoń         | obwód chersoński        | 8 lutego 2016       |
|          | Czernihów       | obwód czernihowski      | 19 lutego 2016      |
|          | Winnica         | obwód winnicki          | 22 lutego 2016      |
|          | Krzemieńczuk    | obwód połtawski         | 27 lutego 2016      |
|          | Czerkasy        | obwód czerkaski         | 1 marca 2016        |
|          | Połtawa         | obwód połtawski         | 5 marca 2016        |
|          | Tarnopol        | obwód tarnopolski       | 12 marca 2016       |
|          | Żytomierz       | obwód żytomierski       | 22 marca 2016       |
|          | Boryspol        | obwód kijowski          | 24 marca 2016       |
|          | Czerniowce      | obwód czerniowiecki     | 27 marca 2016       |
|          | Zaporoże        | obwód zaporoski         | 16 kwietnia 2016    |
|          | Równe           | obwód rówieński         | 19 kwietnia 2016    |
|          | Kropywnycki     | obwód kirowohradzki     | 28 kwietnia 2016    |
|          | Sumy            | obwód sumski            | 12 maja 2016        |
|          | Kramatorsk      | obwód doniecki          | 14 maja 2016        |
|          | Słowiańsk       | obwód doniecki          | 14 maja 2016        |
|          | Krzywy Róg      | obwód dniepropietrowski | 19 maja 2016        |
|          | Siewierodonieck | obwód doniecki          | 22 maja 2016        |
|          | Lisiczańsk      | obwód ługański          | 22 maja 2016        |
|          | Rubiżne         | obwód ługański          | 22 maja 2016        |
|          | Mariupol        | obwód doniecki          | 30 maja 2016        |

## Stopnie
| Naramienniki |                                     |                                 |                                    |                                                    |                                                       |                                      |                                                      |                                   |
| Nazwy stopni | Szeregowy policji (Рядовий поліції) | Kapral policji (Капрал поліції) | Sierżant policji (Сержант поліції) | Starszy sierżant policji (Старший сержант поліції) | Młodszy lejtnant policji (Молодший лейтенант поліції) | Lejtnant policji (Лейтенант поліції) | Starszy lejtnant policji (Старший лейтенант поліції) | Kapitan policji (Капітан поліції) |

| Naramienniki |                               |                                     |                                       |                                                           |                                                           |                                                           |
| Nazwy stopni | Major policji (Майор поліції) | Podpułkownik (Підполковник поліції) | Pułkownik policji (Полковник поліції) | Generał policji 3-go stopnia (Генерал поліції 3-го рангу) | Generał policji 2-go stopnia (Генерал поліції 2-го рангу) | Generał policji 1-go stopnia (Генерал поліції 1-го рангу) |

## Pojazdy
| Zdjęcie | Model                | Kraj pochodzenia | Liczba |
| ------- | -------------------- | ---------------- | ------ |
|         | Toyota Prius         | Japonia          | 1568   |
|         | Mitsubishi Outlander | Japonia          | 635    |
|         | Škoda Rapid          | Czechy/ Ukraina  | 400    |
|         | Renault Dokker       | Maroko           | 192    |
|         | Hyundai Sonata       | Korea Południowa | 110    |
|         | Renault Duster       | Rumunia          | 104    |
|         | Isuzu D-Max          | Japonia          | 38     |
|         | Fiat Tipo            | Włochy/ Turcja   | 20     |

## Galeria

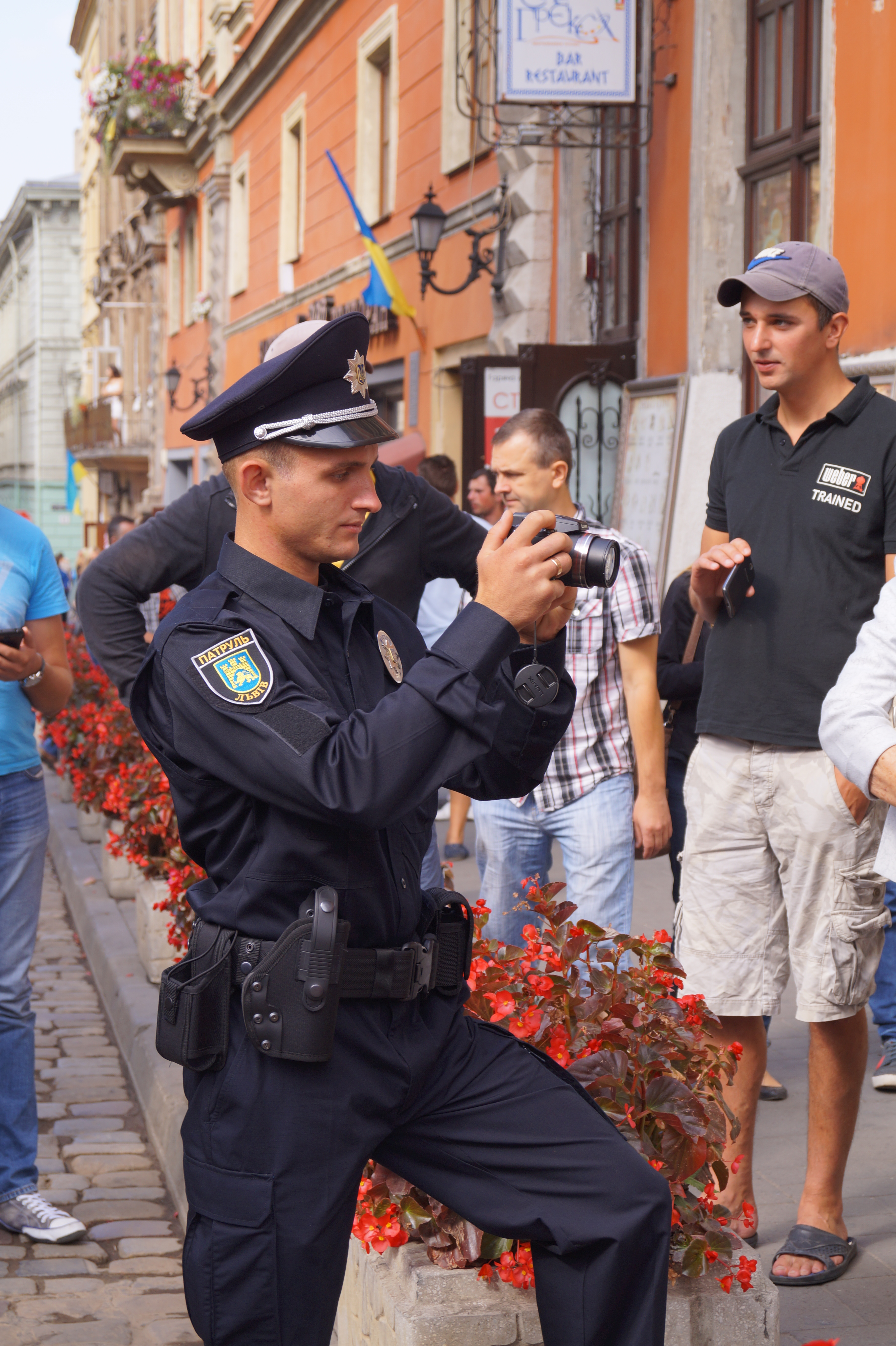
Policjant na patrolu we Lwowie
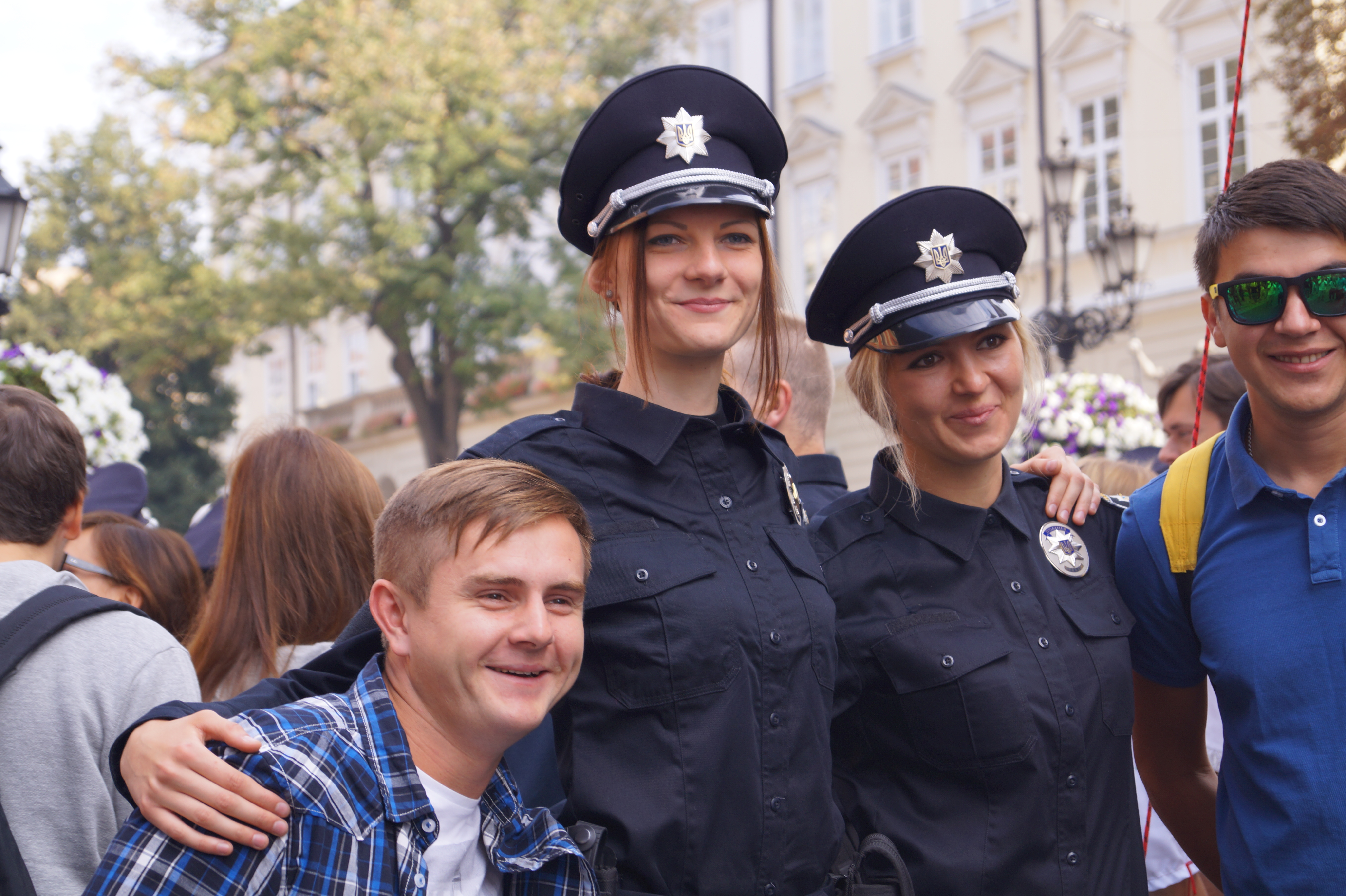
Funkcjonariuszki Narodowej Policji Ukrainy
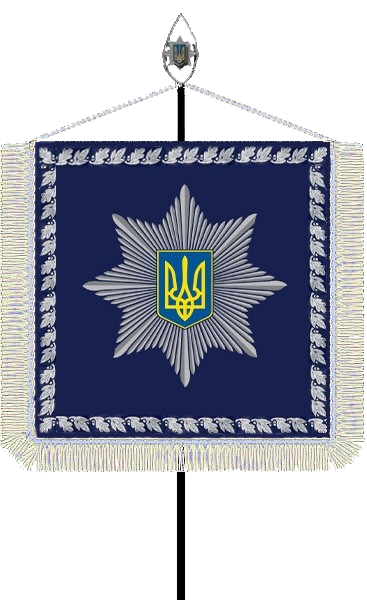
Sztandar Narodowej Policji Ukrainy
Flaga Narodowej Policji Ukrainy
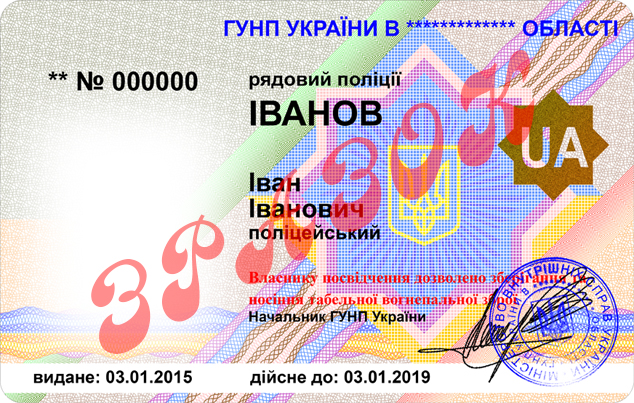
Legitymacja służbowa funkcjonariusza Narodowej Policji Ukrainy